# Elektronkova dobrodružství
Elektronkova dobrodružství (v ruském originále Приключения Электроника) je sovětský sci-fi televizní seriál z roku 1979 režírovaný Konstantinem Brombergem. Seriál je příběhem robota, který se chce stát člověkem.

## Děj
Elektronek je robot, kterého postavil profesor Gromov a který vypadá přesně jako Serjoža Syroježkin, jenž chodí do šesté třídy. Elektronek zatouží po tom, aby se stal člověkem a od profesora Gromova uteče. Na útěku se potká právě se Serjožou a spřátelí se s ním. Serjoža Elektronka nejprve využívá k tomu, aby za něj chodil do školy, ale jeho podvod později vyjde najevo. Zločinci se snaží Elektronka ukrást, což se jim nakonec povede, a Serjoža mu musí pomoci.

## Obsazení
| Jurij Torsujev      | Serjožka            |
| Vladimir Torsujev   | Elektronek          |
| Vasilij Skromny     | Gusev               |
| Oksana Alekseeva    | Maika               |
| Maxim Kalinin       | Korlokov            |
| Dmitrij Maximov     | Smirnov             |
| Nikolaj Griňko      | profesor Gromov     |
| Vladimir Básov      | Stamp, šef zločinců |
| Nikolaj Karachenčov | Urri                |